# Station Hollerich
Station Hollerich (Luxemburgs: Gare Hollerech, Frans: Gare de Hollerich, Duits: Bahnhof Hollerich) is een spoorwegstation in de stad Luxemburg in het land Luxemburg. Het ligt aan lijn 7 en wordt beheerd door de Luxemburgse vervoerder CFL.

## Treindienst
| Serie         | Treinsoort             | Route                                    | Bijzonderheden                                |
| ------------- | ---------------------- | ---------------------------------------- | --------------------------------------------- |
| P 7180RE 7100 | Piekuurtrein (NMBS)    | Virton – Rodange – Hollerich – Luxemburg | Rijdt alleen op werkdagen.                    |
| RE 7400       | Regional-Express (CFL) | Luxemburg – Hollerich – Rodange          | Rijdt alleen op werkdagen, een trein per dag. |
| RE 7700       | Regional-Express (CFL) | Luxemburg – Hollerich – Rodange          | Rijdt alleen op werkdagen, een trein per dag. |
| L 4700RB 4700 | L-trein (NMBS / CFL)   | Athus – Hollerich – Luxemburg            | Halfuursdienst met RB 5000.                   |
| L 5050RB 5000 | L-trein (NMBS / CFL)   | Athus – Hollerich – Luxemburg            | Halfuursdienst met RB 4700.                   |

CFL Lijn 7:
Luxemburg · Hollerich · Leudelange · Dippach-Reckange · Schouweiler · Bascharage-Sanem · Pétange · Lamadeleine · Rodange
Zie ook: CFL Lijn 1 · CFL Lijn 2 · CFL Lijn 3 · CFL Lijn 4 · CFL Lijn 5 · CFL Lijn 6 · CFL Lijn 6a · CFL Lijn 6b · CFL Lijn 6c